# Héctor Servadac
Héctor Servadac es una novela de Julio Verne, prepublicada por entregas en la Magasin d’Education et de Récréation del 1 de enero de al 15 de diciembre de 1877 y publicada en dos volúmenes (19 de julio y 7 de noviembre de 1877) y en un tomo doble el 16 de noviembre de ese mismo año, con el subtítulo "Viajes y aventuras a través del mundo solar".
Héctor Servadac y un grupo de personajes de diferentes nacionalidades deben enfrentar las consecuencias de una catástrofe terrestre que los obliga a recorrer durante dos años los vastos espacios del sistema solar, en una convivencia forzada que los pondrá a prueba permanentemente. La acción transcurre en el Mediterráneo, que es arrancado de la Tierra al espacio por el choque de un aerolito gigante: según cuenta el autor, el aerolito está formado por telururo de oro.

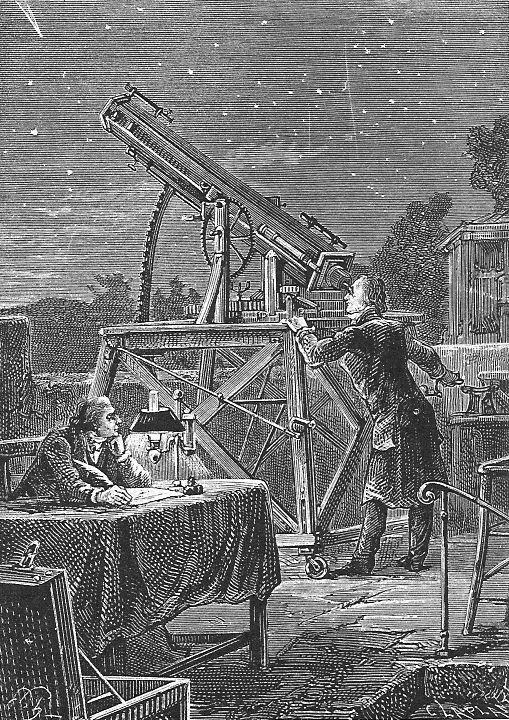
John Herschel observa el cometa Halley en 1835 desde Ciudad del Cabo.Paul-Dominique Philippoteaux [//en.wikipedia.org/wiki/Paul_Philippoteaux] para "Héctor Servadac".

## Personajes
- Héctor Servadac
- Ben Zuf
- Palmiro Roseta
- Conde Artigas
- Isaac Hakhabut
- Teniente Procopio
- Nina
- Pablo

## Argumento
Héctor Servadac es un joven de 30 años, capitán del estado mayor. Se reta en duelo con el conde ruso de Timascheff al que aprecia pero con el que tiene diferencias irreconciliables. Para no decir realmente por qué se pelean - la mano de una bella viuda - fingen que han discutido por razones de música: uno apoya a Wagner, y el otro, a Rossini. Cuando comienza la novela, el duelo está concertado para el día siguiente. 
El capitán vuelve a casa y se dedica a escribir poemas de amor, en compañía de su fiel asistente Ben-Zuf. De repente, una violenta sacudida los deja sin sentido.
Cuando vuelven en sí, el mundo ha cambiado. En principio piensan que gran parte de Argelia, donde se encuentran, ha sido sepultada por una tromba de agua salada, y que son los únicos sobrevivientes. 

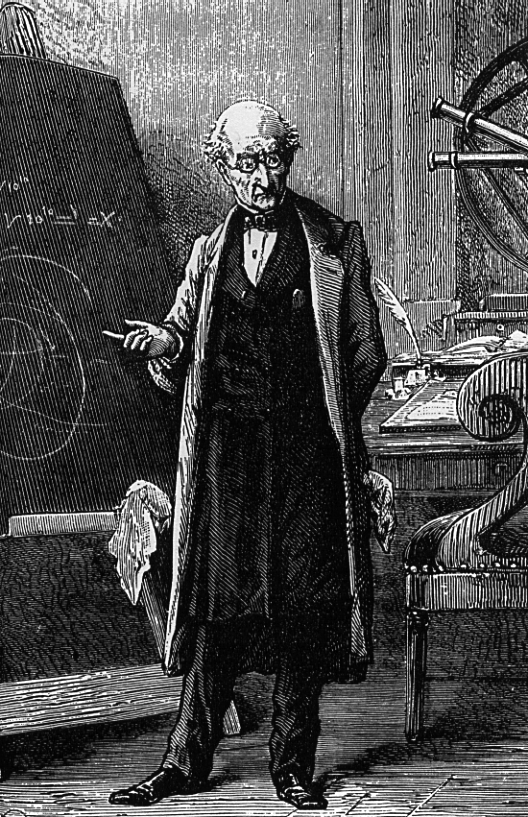
Palmyrin Rosette.

Pronto se dan cuenta de que ha sobrevivido la tripulación de la goleta propiedad del conde, que se encontraba navegando, la de una urca anclada en la costa, propiedad de un comerciante, el avaro judío Isaac Hakhabut, cargada de víveres y otras mercancías, un destacamento de ingleses de Gibraltar, un grupo de españoles, entre ellos un muchacho, Pablo, de Ceuta, y una niña italiana de nombre Nina, de Malta. Salvo los ingleses, el resto de la población se une y observan el gran cambio en el mundo: días más cortos, menor gravedad, el sol sale por el Poniente, etc. Hasta que se dan cuenta de que viajan en un cometa rumbo al extremo del sistema solar, versión que es confirmada por el viejo astrónomo, otrora maestro de Héctor Servadac, que estaba instalado en Formentera Palmiro Roseta.

## Comentarios
Verne sabía fehacientemente que era imposible que una colonia humana viajase en un aerolito por el espacio. Por eso el nombre del héroe, Servadac, leído al revés es "cadavres" ("cadáveres" en francés) que sería lo que llevaría el aerolito realmente de existir. Aunque en esta palabra se esconde también otra interpretación: el cometa en el que viajan está formado por telururo de oro (Te2 Au), substancia que hacía poco tiempo había sido descubierta en estado natural en California, en el condado de Calaveras, por lo que al mineral se le había dado el nombre de ‘calaverita’. Por otro lado con los elementos orbitales facilitados por el autor por boca del astrónomo Palmirano Roseta (Palmyrin Rosette en el original), concretamente con el semieje mayor de la órbita, no se obtiene el período orbital que indica, demostrando nuevamente la imposibilidad de tal viaje. Jules Verne, siempre fiel al cálculo astronómico, no se equivocó en esta ocasión, sino que deliberadamente mostró la imposibilidad del suceso.
La novela ofrece una vista bastante científica y real de lo que pudiera suceder en un viaje así, destacando el cambio de la gravedad, la menor duración de los días a raíz de que el período de rotación se ha acortado, o el duro invierno que se vive en los confines del Sistema Solar (a la altura de Urano, el más lejano planeta descubierto hasta entonces). Curiosamente, en esta ocasión el típico volcán verniano no provoca una catástrofe, sino que da la salvación durante el largo periodo de frío. Caso contrario viven los protagonistas cuando se aproximan al Sol: lo que parece ser una muerte segura en el Astro Rey obliga a buscar una salida del aerolito tan originalmente llamado Galia.

## Temas vernianos tratados

### Elenco internacional
En esta historia se representan personajes de varios países, a quienes Verne aplica algunas características muy propias de su estilo literario:
- Ingleses: ridículamente flemáticos y encerrados en su mundo. En esta novela es donde más se les ridiculiza; en cambio se les presenta como grandes héroes en otras novelas de viajes (Cinco semanas en globo, La vuelta al mundo en ochenta días...) o como colonialistas sin piedad (Veinte mil leguas de viaje submarino, La isla misteriosa...).

- Rusos: honorables y dignos de confianza; hechos para el trabajo.

- Franceses: valientes y líderes.

- Judíos: avaros. Esta novela le valió duras críticas por parte de los judíos franceses, y ser considerado antisemita.

- Españoles: perezosos. No son muy frecuentes en la literatura verniana.

### Matrimonio
La niña italiana Nina es una clara alusión al viejo amor de adolescente de Verne: su prima Carolina. Al casarla al final del libro con Pablo, el más pequeño de los españoles, hace ver que Verne aún consideraba en esa época su gran felicidad que debió ser su vida al lado de su prima.
El duelo al inicio de la historia por una viuda pone también de manifiesto la poca satisfacción del autor en su matrimonio con una joven viuda. De igual manera que ocurrió con su amigo Hagird, el verdadero motivo de las disputas es ocultado tras una discusión musical.

### Viajes espaciales
A pesar de que el viaje se realiza de una forma inverosímil (sobre un cometa), la novela es considerada como una anticipación a los viajes espaciales que comenzarían 90 años después.
Palmiro Roseta no es el único astrónomo en la literatura verniana: otro importante astrónomo es Thomas Black, personaje que aparece en "El país de las pieles".

## Lista de Capítulos

### Primera Parte
- I Cambio de tarjetas
- II En el que se retrata física y moralmente al capitán Servadac y a su ordenanza Ben-Zuf.
- III Un choque desagradable interrumpe la inspiración poética del capitán Servadac.
- IV Donde el lector puede multiplicar hasta el infinito las exclamaciones e interrogaciones.
- V En el que se trata de las modificaciones introducidas en el orden físico, y cuyas causas no es posible mencionar.
- VI Donde se invita al lector a seguir al capitán en la primera excursión por sus nuevos dominios.
- VII En el que Ben-Zuf cree deber quejarse de la negligencia del gobernador general.
- VIII Donde se trata de Venus y de Mercurio, que amenazan tropezar con la Tierra.
- IX En el que el capitán Servadac hace una serie de preguntas que quedan sin respuesta.
- X Donde, mirando con el anteojo y con la sonda en la mano, se pretende encontrar vestigios de la provincia de Argel.
- XI Donde el capitán Servadac encuentra un islote perdonado por la catástrofe y que no es más que una tumba.
- XII En el que el teniente Procopio, después de hacer cuanto le fue posible como marino, se pone en manos de Dios.
- XIII En el que se trata del brigadier Murphy, del mayor Oliphant, del cabo Pim y de un proyectil que se pierde más allá del horizonte.
- XIV Que empieza con tirantez en las relaciones internacionales, y termina con un descubrimiento geográfico.
- XV En el que se discute para llegar al descubrimiento de una verdad, y los discutidores se aproximan quizás a ella.
- XVI En el que el capitán Servadac tiene en la mano todo lo que queda de un vasto continente.
- XVII Que no hay inconveniente en titular: del mismo a los mismos.
- XVIII Acogida que se dispensó al gobernador general de la isla Gurbí, y acontecimientos ocurridos durante su ausencia.
- XIX El capitán Servadac es reconocido gobernador general de Galia por unanimidad de votos.
- XX Donde se pretende probar que mirando bien se acaba siempre por ver fuego en el horizonte.
- XXI La grata sorpresa que la naturaleza proporcionó una tarde a los habitantes de Galia.
- XXII Pequeña experiencia, bastante curiosa, de física recreativa.
- XXIII Un suceso de alta importancia que conmovió a toda la colonia galiana.
- XXIV El capitán Servadac y el teniente Procopio encuentran la clave del enigma cosmográfico.

### Segunda parte
- I En el que se presenta sin ceremonia el trigésimo sexto habitante del esferoide galiano.
- II Donde se enseña al lector lo que seguramente ha adivinado ya.
- III Variaciones sobre el conocido tema de los cometas del mundo solar y de otros.
- IV La satisfacción de Palmirano Roseta da mucho que pensar.
- V El capitán Servadac es bastante maltratado por el profesor Palmirano Roseta.
- VI Palmirano Roseta tiene razón para creer suficiente el material de la colonia.
- VII El judío encuentra ocasión de prestar dinero a más de mil ochocientos por mil.
- VIII El profesor y sus discípulos juegan con billones, trillones y miles de millones.
- IX Donde solo se trata de Júpiter, llamado por otro nombre el gran perturbador de cometas.
- X Donde se demuestra con toda claridad que vale más traficar en la Tierra que en Galia.
- XI Los sabios de Galia se lanzan mentalmente a los infinitos del espacio.
- XII Los habitantes de Galia celebran el primero de enero, que terminó de una manera inesperada.
- XIII El capitán Servadac y sus compañeros hacen lo único que había que hacer.
- XIV Donde se demuestra que los seres humanos no están constituidos para gravitar a doscientos veinte millones de leguas del Sol.
- XV Primeras y últimas relaciones que sostienen Palmirano Roseta e Isaac Hakhabut.
- XVI El capitán Servadac y Ben-Zuf hacen un viaje y vuelven como habían ido.
- XVII La atrevida proposición que hizo el teniente Procopio.
- XVIII Los galianos se preparan para contemplar desde cierta altura el conjunto de su asteroide.
- XIX Donde se enumeran, minuto por minuto, las sensaciones e impresiones de los pasajeros de la barquilla.
- XX Contra lo que suele ocurrir en todas las novelas, esta no termina con el casamiento.

## Galería
Ilustraciones originales del dibujante Paul Dominique Philippoteaux y el grabador Charles Laplante:

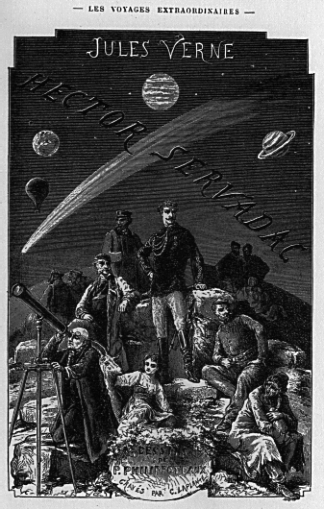
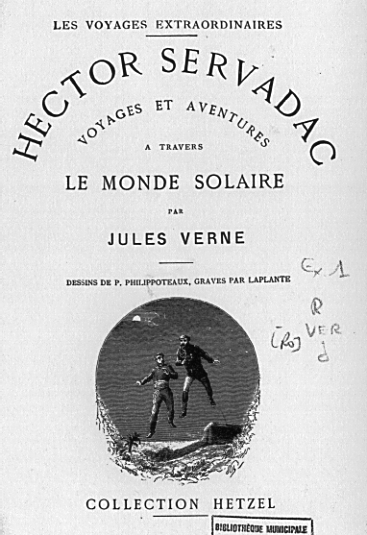
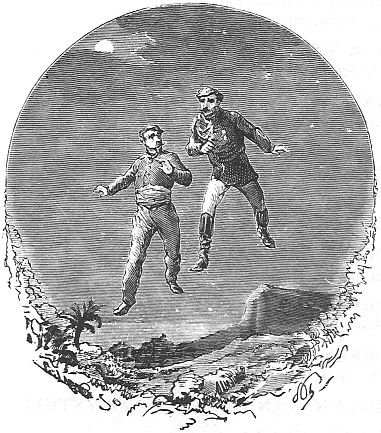
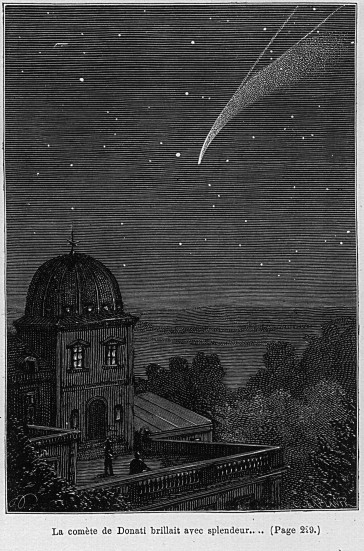
El cometa Donati.
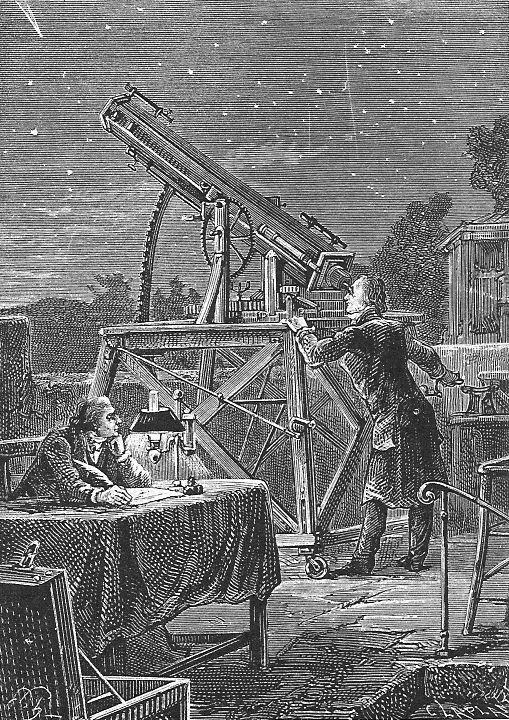
John Herschel observa el cometa Halley en 1835 desde Ciudad del Cabo.

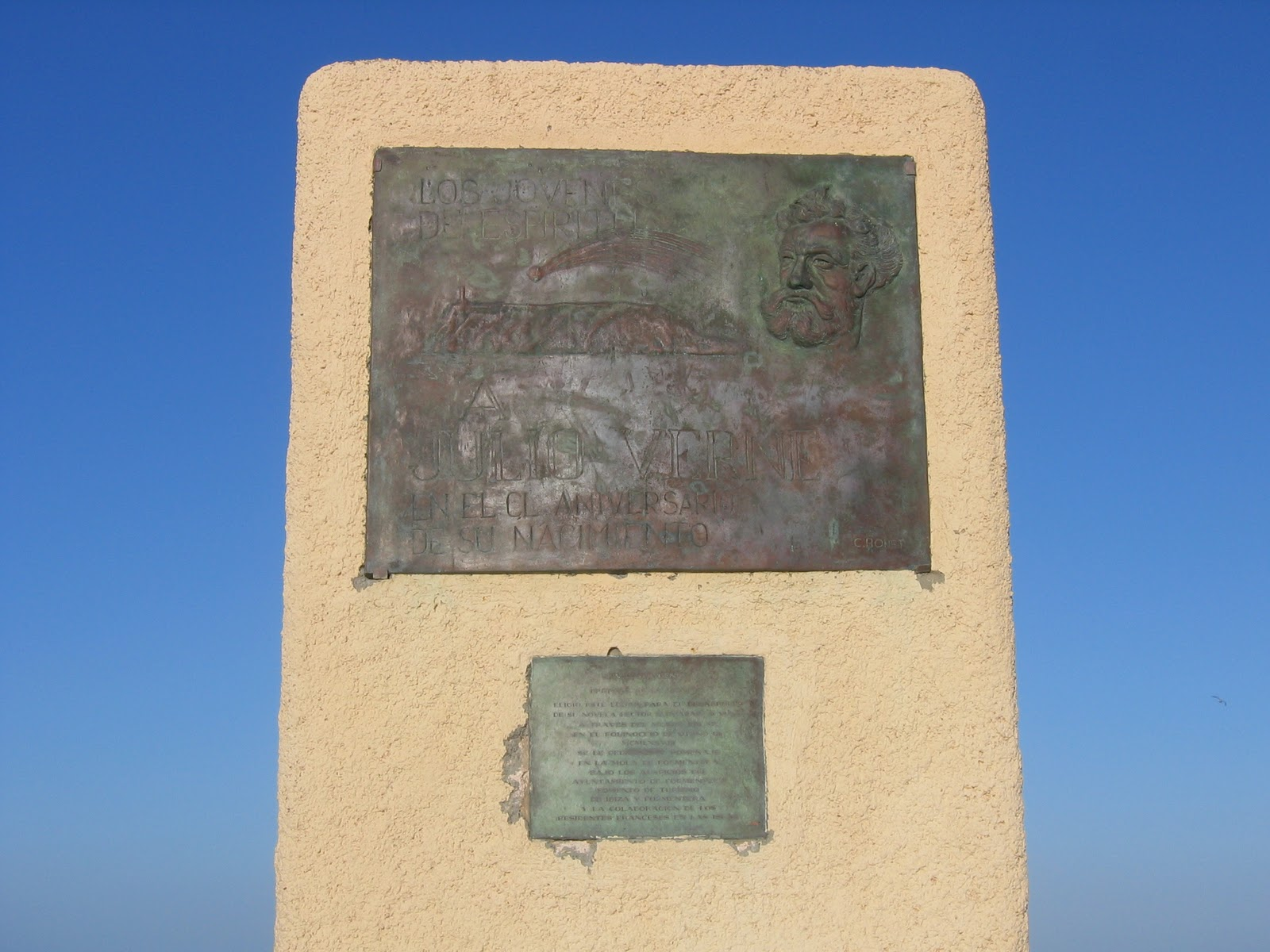
Monolito dedicado a Jules Verne donde transcurre el final de la historia de Servadac: el terreno del faro de La Mola.

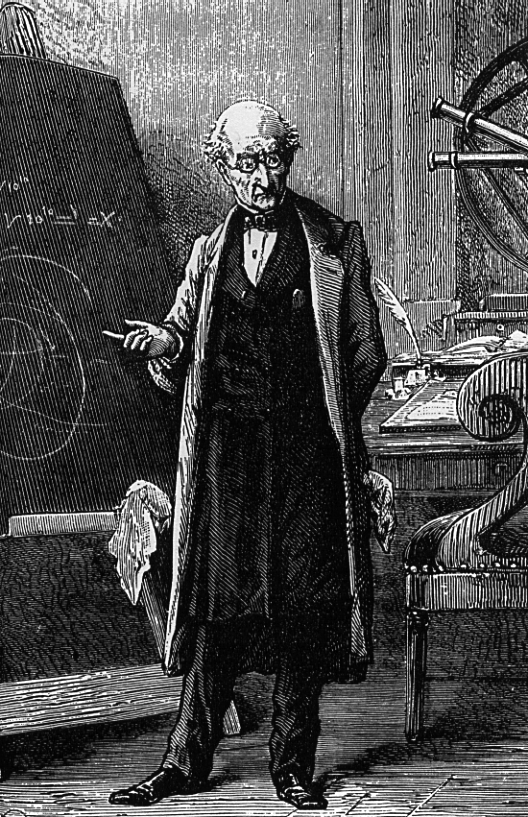
Palmyrin Rosette.
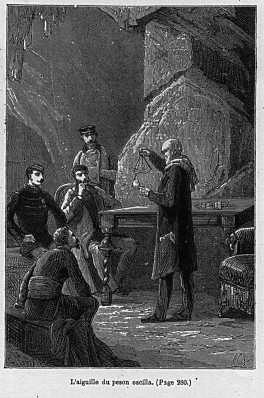

## Adaptaciones

### Cine
- 1961: "Valley of the dragons". Estados Unidos. 
  - Prod.: Byron Roberts
  - Prod. ej.: Al Zimbalist.
  - Guion: Donald Zimbalist, Edward Bernds.
  - Dir.: Edward Bernds.
  - Int.: Cesare Danova, Sean McClory Joan Staley] Danielle De Metz Gregg Martell, Gil Perkins I. Stanford Jolley, Mike Lane, Roger Til, Mark Dempsey, Jerry Sunshine, Dolly Grey.[3]

- 1970: "En el cometa" ("Na kometě"). Ústřední půjčovna filmů. Estudios Barrandov. Checoslovaquia. 
  - Guion: Jan Procházka, Karel Zeman.
  - Dir.: Karel Zeman.
  - Int.: Emil Horváth el joven, Magda Vášáryová, František Filipovský, Josef Větrovec, Čestmír Řanda, Vladimír Menšík, Jiřina Jirásková Josef Hlinomaz, Hanus Bor, Zdeněk Braunschläger, Zdena Bronislavská, Ivan Chrz.
  - Música: Luboš Fišer.[4]

### Televisión
- 1979: "En el cometa" ("Off on a Comet"). Telefilme de animación. MGM: MGM Home Entertainment. Australia.
  - Dir.: Richard Slapczynski.
  - Actores de voz: Ron Haddrick, Barbara Frawley, Bevan Wilson, Shane Porteous, Philip Hinton.
  - Música: John Sangster, Richard Bowden.